# Casa de la Federación de Sindicatos de Ucrania
La Casa de la Federación de Sindicatos de Ucrania o Budynok Profspilok (oficialmente en ucraniano: Будинок спілок Федерації професійних спілок, Casa de la Federación de Sindicatos de Ucrania) es un  gran edificio público en Kiev, Ucrania. Situado en la calle Khreshchatyk, la principal de la ciudad, su fachada da a la Plaza de la Independencia y contiene la principal torre de reloj de la ciudad.

## Historia

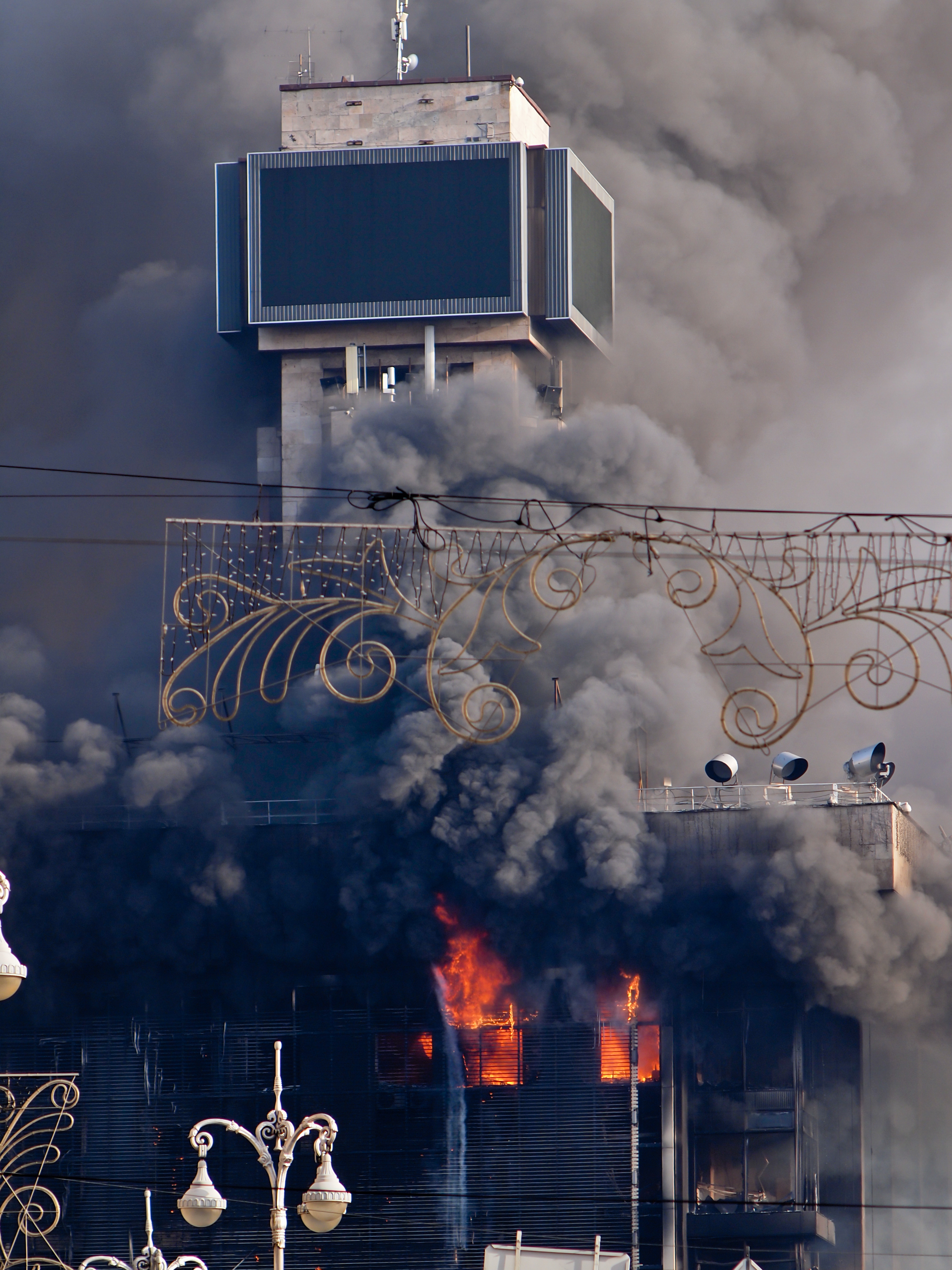
El edificio en llamas tras una redada policial en el Euromaidán.

Después de casi dos décadas de iniciar la reconstrucción de la plaza tras la Segunda Guerra Mundial, en 1974 el gobierno local dio el visto bueno para volver a desarrollar el centro de la ciudad y terminar el conjunto. La entonces Federación de Sindicatos de la República Soviética de Ucrania fue la elegida para ocupar y patrocinar el nuevo edificio. El diseño del edificio tenía que coincidir en proporciones y altura con la oficia de correos ubicada al frente, con un estilo de forma que se mimetizara con el entorno pero que sea visiblemente una estructura moderna. Una característica destacada del diseño era una torre de 24 metros con cuatro pantallas de 7,2 x 4,3 metros mostrando la hora actual, temperatura, fecha y otras informaciones. Esta se convirtió en la torre del reloj oficial de Ucrania. En 2011 las pantallas fueron renovadas.
La mayor parte del edificio fue utilizado como oficinas de la Federación de Sindicatos, sin embargo, contiene varios auditorios y salas de banquetes que le permiten ser utilizados como un lugar multiusos permanente.

### Euromaidán
Durante las campañas de protesta del Euromaidán en curso, el edificio fue ocupado por los manifestantes proeuropeos y se ha convertido en su cuartel general político, el centro de prensa, centro de seguridad, entre otros. Aquí y en los alrededores han ocurrido una serie de acontecimientos importantes, incluyendo ataques recurrentes y las provocaciones de la policía, como redadas.